# Visoka Greda
Visoka Greda is een plaats in de gemeente Vrbje in de Kroatische provincie Brod-Posavina. De plaats telt 286 inwoners (2001).